# Danuta Molenda

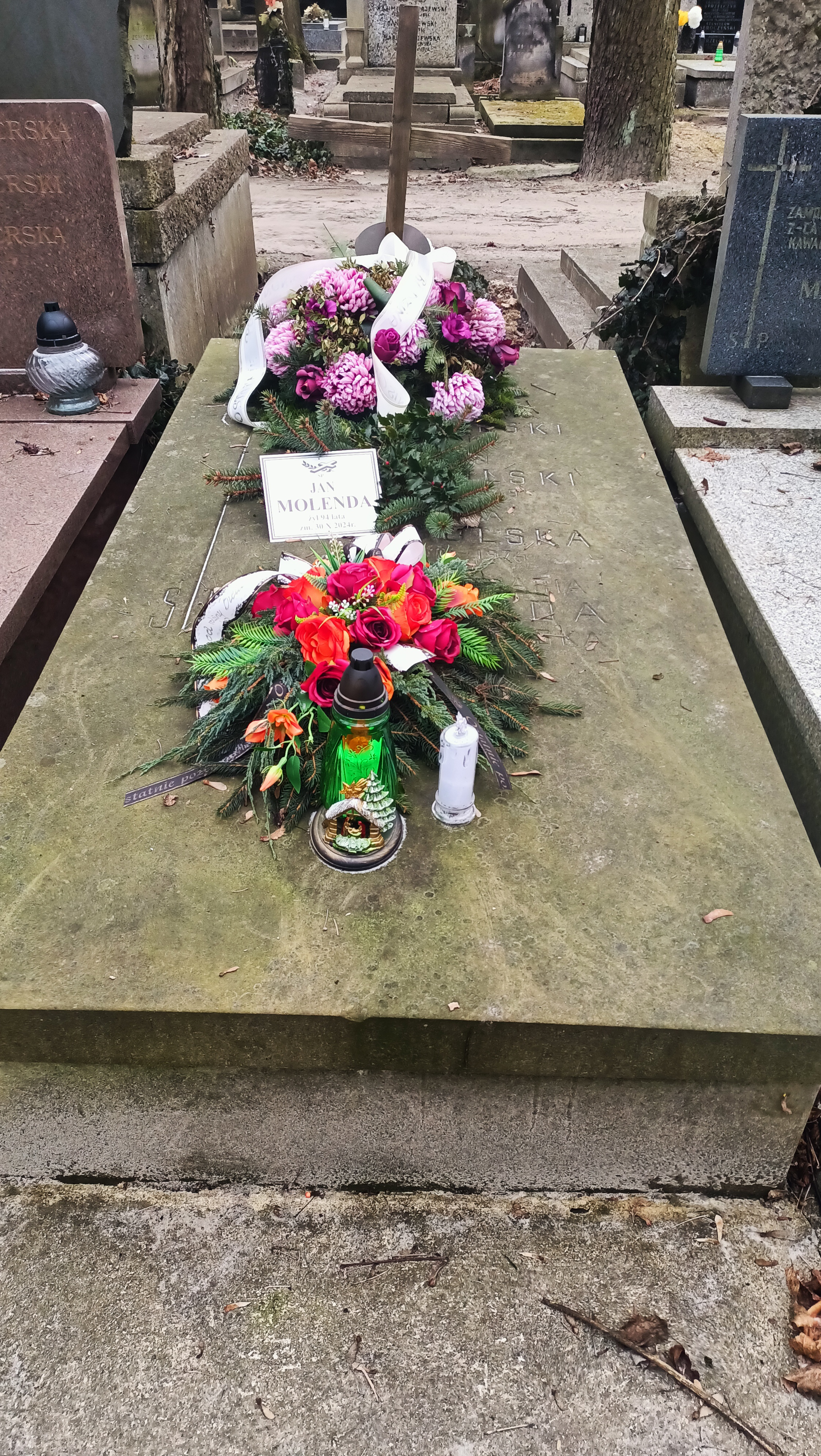
Grób Dnauty Molendy na cmentarzu Powązkowskim w Warszawie

Danuta Maria Molenda, z domu Mogulska (ur. 23 czerwca 1931 w Warszawie, zm. 22 marca 2004, tamże) – polska historyk i archeolog, mediewistka.

## Życiorys
Jako nastolatka uczestniczyła w Powstaniu Warszawskim. Z tych czasów pochodzi jej opublikowany po śmierci dziennik. Warszawę opuściła z ludnością cywilną, przybywała w obozie Dulagu 121 w Pruszkowie, a następnie w jego filii w Białaczowie k. Opoczna. Po ucieczce znalazła się w Krakowie. W 1949 r. ukończyła Liceum Humanistyczne im. Stefanii Sempołowskiej na Żoliborzu. W tym samym roku rozpoczęła studia na Wydziale Historycznym Uniwersytetu Warszawskiego, uzyskując stopień magistra historii w lutym 1954 r. na podstawie pracy Organizacja przedsiębiorstw górniczych Fuggerów w południowych Niemczech, napisanej pod kierunkiem profesora Mariana Małowista. Przez wielu historiografów zaliczana do tzw. szkoły Małowista.
Jej mężem był historyk Jan Molenda, od lat 70. mieszkali w swym domu w Warszawie-Falenicy.

## Praca
Od marca 1954 r. zatrudniona została na stanowisku starszego asystenta w Instytucie Historii Kultury Materialnej Polskiej Akademii Nauk w Pracowni Historii Górnictwa i Obróbki Metali. Rozpoczęła wówczas badania nad dziejami górnictwa kruszcowego w Polsce feudalnej, których efektem był rozdział Górnictwo kruszców w Zarysie dziejów górnictwa na ziemiach polskich pod red. Jana Pazdura oraz kilka artykułów. Pracę doktorską Górnictwo kruszcowe na terenie złóż śląsko-krakowskich do połowy XVI w., (promotor: Marian Małowist) obroniła w grudniu 1962 r., a opublikowała w 1963 r.  Pół roku później, tj. 1 czerwca 1963 r., została adiunktem w IHKM PAN.
W grudniu 1970 r. dr Danuta Molenda ukończyła rozprawę habilitacyjną Kopalnie rud ołowiu na terenie złóż śląsko-krakowskich w XVI– XVIII w. Z dziejów postępu technicznego w górnictwie kruszcowym. Praca ta została opublikowana w 1972 r. nakładem Ossolineum. Rok później wyróżniona została Nagrodą Sekretarza Naukowego PAN. W czerwcu 1973 r. zdała kolokwium habilitacyjne i uzyskała stopień doktora habilitowanego.
W 1974 r. zdobyła etat docenta IHKM PAN.
W 1988 r. otrzymała nominację na profesora nadzwyczajnego, a w 1995 r. na profesora zwyczajnego. Była uczestniczką wielu sympozjów, kongresów i konferencji w kraju i za granicą, wygłaszając na nich referaty, m.in.: w Austrii, Czechosłowacji, NRD, RFN, Szwecji, Francji i we Włoszech. Dorobek naukowy profesor Danuty Molendy to kilkadziesiąt artykułów i rozpraw naukowych.
Część spuścizny oraz materiały biograficzne dot. Danuty Molendy jest przechowywana w Archiwum Polskiej Akademii Nauk w Warszawie (sygn. 302/722/).

## Nagrody i odznaczenia
Odznaczona: 
- Złotym Krzyżem Zasługi,
- Medalem XXV-lecia IHKM,
- Medalem Tysiąclecia,
- Krzyżem Kawalerskim Orderu Odrodzenia Polski,
- medalem „Zasłużony Działacz Kultury”[3].

## Wybrane publikacje
- Huty ołowiu w Małopolsce w XIV-XVIII w., "Studia i Materiały z Historii Kultury Materialnej" Wrocław, Zakł. im. Ossolińskich, 1957- T. 52 (1979), s. 115-181
- Nakład w małopolskim górnictwie kruszcowym w XV i XVI w., "Przegląd Historyczny", 1962, Tom 53, nr 4, s. 673-694 Bazhum - wersja elektroniczna
- Górnictwo kruszcowe na terenie złóż śląsko-krakowskich do połowy XVI wieku, Warszawa: Zakład Narodowy im. Ossolińskich Wydawnictwo PAN 1963.
- [wraz z Antoniną Keckową, Janem Pazdurem] Z wydawnictw Akademii Górniczej we Freibergu : "Freiberger Forschungshefte", Reiche D. "Technik und Kultur", Warszawa 1967
- Kopalnie rud ołowiu na terenie złóż śląsko-krakowskich w XVI-XVIII wieku: z dziejów postępu technicznego w eksploatacji kruszców, Warszawa: Zakład Narodowy im. Ossolińskich. Wydawnictwo PAN 1972.
- Górnictwo chęcińskie w XVI i XVII w. i jego związki z górnictwem śląsko-krakowskim, w: Dzieje i technika świętokrzyskiego górnictwa i hutnictwa kruszcowego Warszawa, Wydawnictwa Geologiczne, 1972 s. 107-120
- Historia kultury materialnej Polski w zarysie, t. III: od XVI do połowy XVII w., red. Antonina Keckowa, Danuta Molenda, Wrocław 1978
- W sprawie badań huty miedzi w Mogile pod Krakowem w XV i XVI wieku, "Przegląd Historyczny", 1975, Tom 66, nr 3, s. 369-382, Bazhum - wersja elektroniczna
- [wraz z Marią Dembińską, Elżbietą Balcerzak], Dzienne racje żywnościowe w Europie w IX-XVI w., Wrocław: Zakład Narodowy im. Ossolińskich 1979,
- O stosowaniu metod kompleksowych w badaniach zabytków górnictwa, "Kwartalnik Historii Nauki i Techniki", 1982, Tom 27, nr. 1, s. 107-124, Bazhum - wersja elektroniczna
- Metody badań nad wprowadzeniem innowacji technicznych w górnictwie kruszcowym Europy w XIV-XVII w., "Kwartalnik Historii Nauki i Techniki", 1987, Tom 32, nr 2, s. 343-362
- [wraz z Elżbietą Balcerzak], Metale nieżelazne na ziemiach polskich od XIV do XVIII wieku (zastosowanie i wyroby), Wrocław: Zakład Narodowy im. Ossolińskich 1987.
- Eksploatacja rud miedzi i handel miedzią w Polsce w późnym średniowieczu i w początkach nowożytności (do 1795 r.), "Przegląd Historyczny", 1989, Tom 80, nr 4, s. 801-814, 851, Bazhum - wersja elektroniczna
- Fuggerowie w polskim górnictwie w XVI wieku, "Przegląd Historyczny": dwumiesięcznik naukowy. 1996, z. 4, s. 737-751 Bazhum - wersja elektroniczna
- Mariána Skladanego najnowsze studia nad historią metali w późnośredniowiecznej Europie Środkowej, "Kwartalnik Historii Kultury Materialnej". 1997, nr 1, s. 75-78
- Die Beteiligung fremder Fachleute im Erzbergbau im mittelalterlichen Polen, "Quaestiones Medii Aevi Novae", Vol. 3 (1998), s. 177-204
- Rachunki krakowskiej wagi wielkiej jako źródło do dziejów handlu ołowiem i glejtą w Polsce w XVII wieku, "Przegląd Historyczny". 1999, z. 4, s. 433-444, Bazhum - wersja elektroniczna
- Wydobycie i handel galmanem w Polsce od połowy XVII do schyłku XVIII wieku, "Kwartalnik Historii Kultury Materialnej", 2000, nr 1/2, s. 11-40
- Polski ołów na rynkach Europy Środkowej w XIII-XVII wieku, Warszawa: Wydawnictwo IAiE PAN 2001.